# Kaden Groves
Kaden Groves (født 23. december 1998 i Gympie) er en cykelrytter fra Australien, der er på kontrakt hos Alpecin-Deceuninck.